# 馬里安灣
62°13′S 58°48′W / 62.217°S 58.800°W
馬里安灣（英語：Marian Cove）是南極洲的海灣，位於南設得蘭群島的喬治王島西南部，處於科林斯灣和波特灣之間，該海灣在1921年由蘇格蘭地質學家命名。